# Orgasmatron
Orgasmatron — сьомий студійний альбом англійської групи Motörhead, який вийшов 9 серпня 1986 року.

## Композиції
1. Deaf Forever - 4:25
2. Nothing Up My Sleeve - 3:11
3. Ain't My Crime - 3:42
4. Claw - 3:31
5. Mean Machine - 2:57
6. Built for Speed - 4:56
7. Ridin' with the Driver - 3:47
8. Doctor Rock - 3:37
9. Orgasmatron - 5:27

## Склад
- Леммі Кілмістер - вокал
- Філ Кемпбелл - гітара
- Пітер Гілл - ударні